# Neoclytus ictericus
Neoclytus ictericus är en skalbaggsart som först beskrevs av Pierre Émile Gounelle 1911.  Neoclytus ictericus ingår i släktet Neoclytus och familjen långhorningar. Inga underarter finns listade i Catalogue of Life.